# Hanne-Margret Birckenbach
Hanne-Margret Birckenbach  (* 3. April 1948 in Gelnhausen) ist eine deutsche Politologin und emeritierte Professorin für Europastudien.

## Leben
Sie studierte Germanistik, Philosophie, Soziologie und  Politikwissenschaft in Tübingen und Frankfurt am Main und promovierte 1984 in Politikwissenschaft an der Freien Universität Berlin mit einer Arbeit über Wehrdienstbereitschaft von Jugendlichen. Anschließend habilitierte sie an der Fakultät für Soziologie der Universität Bielefeld.
Sie arbeitete am Institut für Friedensforschung und Sicherheitspolitik an der Universität Hamburg  und an den Universitäten Kiel und Bremen. 
Zwischen 2002 und 2012 hatte sie am Institut für Politikwissenschaft der Universität Gießen den Jean-Monnet-Lehrstuhl für „European Governance, European Political Integration, Integration und Komparatistik der subnationalen Ebene, Politische Soziologie, Partizipation und demokratische Praxisformen in Europa“ inne.
Sie war von 1984 bis zu dessen Tod 2013 mit dem Friedensforscher und Friedensaktivisten Christian Wellmann verheiratet.
Die Schwerpunkte ihres Forschens und Lehrens sind Europäische Politik, vor allem bezogen auf Ost- und Nord-Ost-Europa, internationale Organisationen, das Verhältnis von EU und Russland, Menschenrechtspolitik, Minderheitenkonflikte, Friedens- und Konfliktforschung und Konfliktprävention. Sie ist ausgebildete Mediatorin. 

## Mitarbeit und aktive Mitgliedschaft
- Schleswig-Holsteinisches Institut für Friedenswissenschaften (SCHIFF) an der Universität Kiel
- Wissenschaftlicher Beirat von „conflict & communication online“
- Stiftungsrat der Berghof Foundation für Konfliktforschung
- International Advisory Board of the Tampere Peace Research Institute (TAPRI) Finland
- International Advisory Board des Österreichischen Studienzentrums für Frieden und Konfliktlösung, Burg Schlaining

## Zu ihren Werken und Arbeiten

### Minderheiten- und Staatsbürgerschaftspolitik
In ihrem Buch Menschenrechtsorientierte Politik als Konfliktfeld in der Gesellschaftswelt unter besonderer Berücksichtigung der Entwicklung in Estland und Lettland geht Hanne-Margret Birckenbach besonders auf die Minderheiten- und Staatsbürgerschaftspolitik in Estland und Lettland ein. Die Schwerpunkte liegen auf der KSZE-Menschenrechtspolitik und den Instrumenten der Konfliktprävention, insbesondere die Methode „fact-finding“ wird hier angesprochen.

### Fact-Finding
Fact-Finding ist eine sehr wichtige Methode im  Bereich der Konfliktbearbeitung, die besonders von Hanne-Margret Birckenbach unterstützt wird. Der Anlass für Fact-Finding sind Menschenrechtsverletzungen und Konflikte, die sich vor oder während einer Eskalation befinden. Es müssen bestimmte Voraussetzungen gegeben sein, um diese Methode anwenden zu können. Zunächst muss die Anfrage einer Konfliktpartei vorliegen, die dann auch der Fact-Finding-Mission zustimmt. Des Weiteren muss ein Expertenteam zusammengestellt werden, das kompetent und international sein soll. Zu den Arbeitstechniken gehören die Recherche von konfliktrelevanten Informationen vor Ort, aber auch Gespräche bzw. Interviews mit Konfliktparteien und Betroffenen (Regierung, Opposition, Vertretern von Minderheiten). Auch die Auswertung von Dokumenten nimmt einen großen Teil dieser Methode der Konfliktbearbeitung ein, wobei ein Bericht zu erstellen ist und die ermittelten Faktoren in Dokumentationen festzuhalten sind. Auch die Formulierung der Interessen aller Konfliktparteien ist wichtig, um die Konfliktlösung zu beschleunigen. Nachdem die Konfliktentstehung, der Konfliktgegenstand, der Konfliktverlauf und die Eskalationsgefahren beurteilt sind, können Vorschläge für die Konfliktbearbeitung ausformuliert werden.

### Konfliktprävention
Die Kriegsursachenforschung sagt eine zunehmende Krisen- und Kriegsbelastung der Welt voraus. Konfliktprävention ist nach Birckenbach ein Lösungsvorschlag, um diese Entwicklung zu verhindern.
Präventive Diplomatie ist ein wichtiger Bestandteil dieser Methode. Präventive Diplomatie ist ein Konzept, das auch in der politischen Wirklichkeit der internationalen Politik angewendet wird. Konfliktprävention definiert sich durch das Ziel, die Mittel und die Akteure. Das Ziel ist Vorbeugung gegen Gewalt. Allgemein geht es in der Konfliktprävention darum, ebendiese Konflikte so zu beeinflussen, dass sie nicht anschwellen, um dann auch vernünftige Lösungen finden zu können. Es gibt verschiedene Mittel, die für diese Lösungen geeignet sind, diese sind hauptsächlich im Zusammenhang mit Dialogen zu finden, wie z. B. Verhandeln, Beobachten, Informieren, Beraten, Nachfragen, Diskutieren. Die Akteure sind im Wesentlichen die internationalen Organisationen, die Staaten und die Nichtregierungsorganisationen (NGO).

### Gewalt gegen Frauen im Krieg
Massenvergewaltigung ist im Krieg zum gängigen Mittel für Männer geworden, um den Feind zu demütigen. Hanne-Margret Birckenbach versucht, in dem Buch Massenvergewaltigung – Krieg gegen die Frauen eine Erklärung für dieses Phänomen zu finden, und formuliert Lösungsvorschläge. Voraussetzung für die Lösung des Problems ist, dass die Frauen sich bewusst werden, welche Ressourcen ihnen zur Verfügung stehen. In den Kriegsgebieten können sie zwar kaum Vergewaltigungslager befreien, jedoch gibt es z. B. in Deutschland Frauen, die starken Einfluss auf Politik, Handel und Bildung haben. „Mit diesen Mitteln gilt es nach Birckenbach die doppelte Zensur zu zerbrechen: die Zensur des Krieges, die nur kriegsfunktionale Nachricht passieren lässt, und die Zensur des männlichen Denk- und Politikmuster, die eine Entscheidung über Krieg und Frieden“ vorgeben. Außerdem können Politiker beantragen, dass das Thema Sexualität und Krieg Gegenstand von Abrüstungs- und Friedensverhandlungen wird.

## Hanne-Margret Birckenbach über Friedensforschung
„Der konstituierende Begriff der Friedensforschung ist nicht Krieg, nicht Geschichte, nicht Herrschaft, nicht Macht, sondern Frieden. Ohne Friedensbegriff, d. h. ohne theoretische Reflexion der Möglichkeit des gewaltfreien Konfliktaustrags blieb Handlungswissen der Gewaltlogik verhaftet und damit friedenspolitisch unrealistisch. FriedensforscherInnen müssen sich nicht als PazifistInnen verstehen, aber sie müssen aus professionell methodischen Gründen eine konkrete Vorstellung von Frieden entwickeln. Sie müssen natürlich mehr wissen, und daher stehen in ihren Bibliotheken auch Bücher, die sich mit »anderem« befassen. Brauchen Sie aber auch ein Verständnis der Kategorie Geschlecht?“
„In der Friedensforschung dominiert die Auffassung, auf Wissen aus der Geschlechterforschung am ehesten verzichten zu können. Geschlechterforscherinnen halten dagegen, ohne Beachtung der Kategorie »Geschlecht« werde man vom Frieden gar nichts verstehen. Zwischen diesen Polen bewegen sich diejenigen WissenschaftlerInnen, die argumentieren es sei vielleicht nicht zwingend, aber doch methodisch nützlich, die Geschlechterforschung zum Kreis derjenigen Disziplinen zu rechnen, mit deren Hilfe sich etwas über die Bedingungen von Friedens entdecken lässt.“

## Auszeichnungen
- 2023: Göttinger Friedenspreis[5]

## Veröffentlichungen (Auswahl)
- Einstieg in die Abrüstung: Militärisch oder politisch? Anmerkungen zum 'Defensivkonzept' und zum 'Unilitarismus' (mit Christian Wellmann). In Antimilitarismus-Information 3/81, Berlin 1981, ISSN 0342-5789, S. 26 ff.
- Mit schlechtem Gewissen: Wehrdienstbereitschaft von Jugendlichen; zur Empirie d. psychosozialen Vermittlung von Militär u. Gesellschaft. Baden-Baden 1985 ISBN 3-7890-1122-3.
- „Warum haben Sie eigentlich Streit miteinander?“: Kinderbriefe an Reagan und Gorbatschow. (1987, mit Christoph Sure). Wiesbaden: VS Verlag für Sozialwissenschaften, 2012. ISBN 978-3-322-83400-3.
- Jahrbuch Frieden: Konflikte – Abrüstung – Friedensarbeit, 7 Bd. (1990 bis 1997). In Zusammenarbeit mit der Arbeitsgemeinschaft für Friedens- und Konfliktforschung, dem Österreichischen Studienzentrum für Friedens- und Konfliktlösung sowie der Schweizerischen Friedensstiftung. München: C. H. Beck Verlag (1989–1996) (zus. mit U. Jäger und Christian Wellmann). ISSN 0936-9872
- Preventive diplomacy through fact finding: how international organisations review the conflict over citizenship in Estonia and Latvia . Münster: Lit 1997 ISBN 3-8258-2864-6.
  - Übersetzung ins Russische: Rassledovanije faktov kak sredstvo preventivnoi diplomatii. Vzglyad mezhdunarodnikh organizatsii na konflikt po voprosu grazhdanstva v Estonii i Latvii. Moscow: Institute of Ethnology and Anthropology, RAS, Conflict Management and Study Center 1998.
- Half Full or Half Empty? The OSCE Mission to Estonia and its Balance Sheet 1993–1999. Flensburg: European Centre for Minority Issues 2000.
- Civil Society around the Baltic Rim – edited on occasion of the 10th Baltic Sea Parliamentarian Conference (BSPC) by order of the BSPC Standing Committee (Ed). Kiel: SCHIFF 2001, (mit Christian Wellmann).
- Friedenslogik verstehen – Frieden hat man nicht, Frieden muss man machen. Frankfurt/Main: Wochenschau Verlag, 2023. ISBN 978-3-7344-1539-5 (Buch), ISBN 978-3-7566-1539-1 (PDF).